# Família Gorjão
A palavra Gorjão nada quer dizer na língua portuguesa, parecendo que se trata de um aportuguesamento da palavra francesa Gorge (garganta) e posteriormente Gorjeon, que significa goela.
Este nome terá origem em França e está presente em Portugal desde o reinado de D. Pedro I, por volta de 1360.
Acredita-se que o nome terá sido dado por alcunha devido a alguma ação de valor.

## Brasão de Armas
O brasão da família Gorjão foi concedido pelo Rei D. Manuel I, a 4 de agosto de 1501, a João Gorjão, "cavaleiro da linhagem do Duque de Coimbra", irmão de Mécia Gorjão, que casou com Álvaro da Serra, cavaleiro armado em Tânger, em 1515, por D. Duarte de Menezes, e confirmado por D. Manuel I em Lisboa, a 9 de maio de 1517 (progenitores dos atuais Gorjão-Henriques). Tem por cor de fundo o encarnado, cor da guerra, e no seu centro destaca-se um leão em ouro, em movimento, com a boca aberta, como para engolir algo (o leão passante, em heráldica, é também designado como leopardo). No alto do escudo encontra-se uma flor-de-lis em ouro, que indica terem sido concedidas por algum rei de França por prémio de uma ação. Essas armas encontram-se também na Capela da Família na igreja de Nossa Senhora da Purificação, na Roliça, datada de 1563.
Este apelido, na linhagem familiar dos "Gorjão Henriques", está documentado em Portugal desde o século XV, pelo menos na Chancelaria do Rei D. Manuel I, em 1496. Na própria família e, em particular, no cartório, ainda na posse dos Gorjão Henriques Cyrillo Machado, que por estes dias ainda conservam a Quinta de Abrigada, na freguesia de Abrigada, no concelho de Alenquer, pertença da Família desde o século XVI, de início pertença dos Araújo, depois Botado, e por fim Gorjão Henriques, que tem desde o século XVI a varonia.